# Tullio Cianetti
Tullio Cianetti (Assisi, 20 luglio 1899 – Maputo, 7 agosto 1976) è stato un sindacalista e politico italiano.

## Biografia
Rimasto orfano di padre a sei anni, intraprese la carriera militare e prese parte con gli altri ragazzi del '99 alla prima guerra mondiale, in cui venne marginalmente ferito a una gamba. Rimasto per qualche tempo nell'esercito, nel 1918 fu nominato tenente, grado che conservò fino al 21 marzo 1921, giorno in cui decise di diventare istruttore presso il convitto nazionale "Principe di Napoli" di Assisi.
Aderì al Partito Nazionale Fascista (PNF) e il 10 aprile 1921 fondò il Fascio di Assisi, di cui divenne presidente l'anno dopo. Nel 1922 prese parte alla Marcia su Roma e nel frattempo fece carriera come sindacalista fascista fino a diventare, nel 1924, a Terni, il principale punto di riferimento della Confederazione nazionale delle corporazioni sindacali fasciste in Umbria. Il 20 giugno di quell'anno, dieci giorni dopo il delitto Matteotti, si dimise dalla Milizia Volontaria per la Sicurezza Nazionale (MVSN).
Nel giugno del 1925, dopo aver sfidato a duello Elia Rossi Passavanti al quale aveva rivolto pesanti accuse di acquiescenza verso soggetti di dubbia fede fascista e di "precedenti morali discutibilissimi", fu prontamente inviato a Siracusa, dove rimase sino al marzo dell'anno successivo. Da qui scrisse a Edmondo Rossoni, allora principale esponente del sindacalismo fascista, il suo disappunto perché i deputati Leone Leone e Ruggero Romano facevano pressioni per mettere a capo dei sindacati persone "di fiducia di... qualcuno", in luogo di rappresentanti delle categorie, mentre "questa gente vuol essere liberata dalle cricche locali". Era il periodo delle riforme fasciste in materia di lavoro: la legge 3 aprile 1926, n. 563, delegava il sindacato fascista a unico rappresentante dei lavoratori per la stipula dei contratti collettivi di lavoro, mentre l'anno successivo sarebbe stata varata la magistratura del lavoro e sarebbero seguite innovazioni come il trattamento di fine rapporto e il diritto alle ferie.
Presto inviato a dirigere il sindacato di Carrara, nel 1927 Cianetti manifestò a Rossoni (con il quale il rapporto era divenuto molto stretto) la sua preoccupazione circa la locale Corporazione dell'Industria (principalmente incentrata sul settore del marmo): si sarebbe trattato, disse Cianetti, di una componente forcaiola e reazionaria, la quale, oltre ad avere le sue riunioni presiedute dal federale del partito, puntava ad aumentare l'orario di lavoro e abbattere i salari, malgrado i recenti aumenti del prezzo del marmo. Pochi giorni dopo, il vice segretario nazionale del partito Renato Ricci intimò a Rossoni di trasferirlo, poiché dannoso al delicatissimo organismo politico della provincia. Le resistenze di Cianetti furono vinte da Giuseppe Bottai, che lo fece definitivamente rimandare al Sud. Cianetti ricordò in seguito l'allontanamento come un fatto positivo, poiché lo sottraeva dal clima di una provincia dominata dai ras. A Messina, sua nuova destinazione, giunse il 5 agosto 1927. Anche da qui inviò corrispondenza a Rossoni (raccolta nell'Archivio Centrale dello Stato), denunciando le "tante camorre" e scrivendo un articolo anticapitalista che gli fece ottenere un richiamo dal suo nume tutelare.
Nel settembre 1928 fu trasferito in reggenza come commissario del sindacato di Treviso. Da qui, con lo stesso ruolo, a Matera. Poi il 26 aprile 1929 di nuovo a Treviso, stavolta come segretario dei sindacati dell'agricoltura.
La sua avversione al capitalismo lo mise in un certo isolamento all'interno del PNF, ma non gli impedì di diventare uno dei sindacalisti più importanti del Ventennio. Cianetti è considerato molto vicino alle posizioni anticapitaliste del filosofo Ugo Spirito sulla corporazione proprietaria come fusione di capitale e lavoro nella nazionalizzazione dell'industria.
Secondo Moffa, per Cianetti "il principio fascista della collaborazione fra le classi richiedeva una lotta su due fronti: da una parte contro "l'ubriacatura bolscevica", e dall'altra contro quei capitalisti "che del capitale si servono per basse speculazioni contro la Nazione"."

### L'ascesa
Il 18 febbraio 1931 divenne commissario nazionale della federazione nazionale dei sindacati dell'industria del vetro e della ceramica. Pochi mesi dopo divenne segretario della federazione nazionale dei sindacati delle industrie estrattive e cominciò a scrivere per la testata di Luigi Fontanelli Il lavoro fascista, nella quale criticò aspramente il "sistema Bedaux", una gestione del cottimo operaio mediante cronotecnica, di impronta taylorista, che stava velocemente prendendo piede in molti settori economici.
Il 22 aprile 1933 giunse a Torino a dirigere i sindacati del settore industria.
Il 1934 fu l'anno della sua definitiva affermazione: 
- il 15 gennaio divenne presidente della C.N.S.F.I., Confederazione Nazionale Sindacati Fascisti Italiani, ed entrò a far parte del Gran consiglio del fascismo.
- Il 25 marzo, con la consultazione nota come "secondo plebiscito", fu eletto deputato.
- Il 26 aprile sottoscrisse con la Confindustria un accordo per effetto del quale i salari degli operai venivano ridotti del 7% (decurtazione che ne seguiva altre due influenzate dagli industriali marmieri di Carrara[10])[11]; allo stesso tempo si dichiarò contrario alla proposta di alcuni altri sindacalisti di vietare il sistema Bedeaux, che venne poi ufficialmente abolito proprio quell'anno.[1].
- Il 21 luglio fu nominato da Benito Mussolini sottosegretario di Stato al Ministero delle corporazioni, di cui nel febbraio 1943 sarebbe divenuto ministro dopo averne da tempo assunto l'interim e il controllo di fatto a causa delle condizioni di salute del titolare.

Cianetti era inoltre vicepresidente dell'Istituto nazionale fascista per l'assistenza e per gli infortuni sul lavoro (oggi INAIL) e dell'Istituto Nazionale Fascista della Previdenza Sociale (oggi INPS), e delegato nel consiglio di amministrazione del Banco di Roma.

### Gli accordi con Ley
Nel 1937 si recò in Germania, dopo il viaggio di Galeazzo Ciano e prima di quello che Mussolini avrebbe compiuto in settembre. A Cianetti fu intitolata la sede di un dopolavoro per gli operai della fabbrica Volkswagen di Wolfsburg, in onore degli accordi da lui negoziati e appena stipulati con Robert Ley, leader del Deutsche Arbeitsfront.
Il senso del trattato stipulato pare fosse quello di sviluppare una sorta di "turismo di massa" del ceto operaio e per consentire l'emigrazione in Germania di un gran numero di lavoratori italiani; gli accordi avevano anche lo scopo accessorio, ma non meno cruciale, di creare un'alternativa al Bureau International du Travail di Ginevra, che sosteneva politiche sociali molto diverse da quelle dei due regimi.
L'accoglienza internazionale dell'accordo, nonostante quest'ultimo aspetto di marcata differenziazione da altre tendenze più diffuse, non fu negativa: in una corrispondenza, la rivista statunitense Time parlò apertamente di una "Fascist Labor International", aprendo l'articolo con la sottolineatura che in Italia il tetto delle 40 ore settimanali era stato stabilito due anni prima che in Francia.

### Il caso Curiel
Nel 1938 Cianetti convocò Eugenio Curiel, esponente dell'antifascismo clandestino, che stava attivandosi per l'infiltrazione comunista presso i Gruppi universitari fascisti (GUF) e il sindacato dei poligrafici. L'incontro fu reso noto, almeno per quanto riguarda alcuni dettagli, nel 1979 da Ettore Luccini, amico di Curiel e impegnato nella stessa azione di proselitismo; l'episodio rileva quanto a posteriori si era sospettato, ossia che qualche doppiogiochista avesse fornito al regime informazioni con le quali sarebbero stati arrestati diversi antifascisti, tra cui lo stesso Curiel, a Trieste. Il sospetto giungeva a dubitare di un eventuale "cedimento" di Curiel, con una polemica che si tenne sui giornali sul finire degli anni settanta e coinvolse Paolo Spriano su L'Unità e Giorgio Amendola su Rinascita, interessandosene anche altre testate come L'Espresso.
Secondo la sua precisazione, Luccini si era recato con l'amico all'incontro-convocazione col sindacalista viceministro, sebbene a un certo punto Cianetti fosse rimasto da solo con Curiel per confidargli - così Luccini dice di averne appreso in serata - di essere informatissimo sui movimenti di infiltrazione e sulle attività comuniste all'estero. Ciò sarebbe confermato anche da una testimonianza, anch'essa de relato, resa da Francesco Loperfido, il quale affermò che Curiel gli avrebbe raccontato che Cianetti conosceva dettagliatamente nomi e recapiti delle sedi all'estero del PCI.

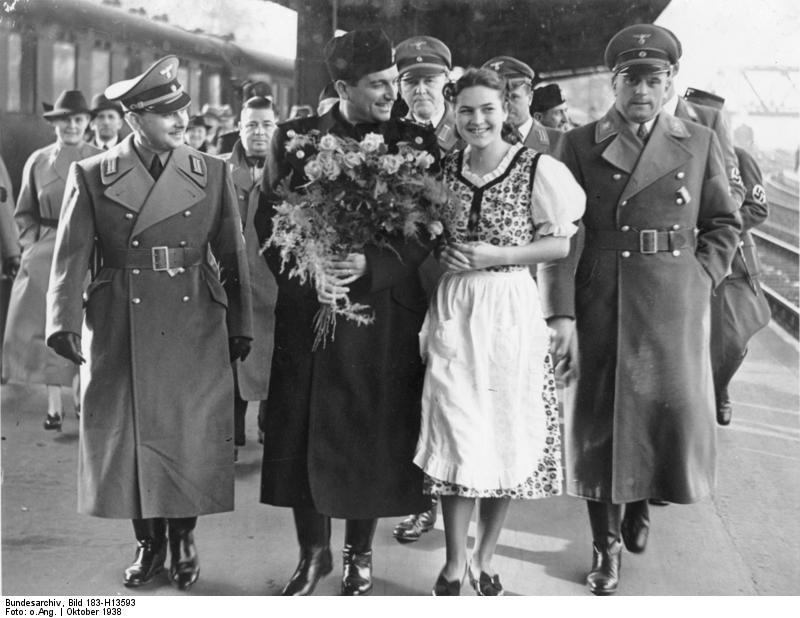
Cianetti nel 1938, al suo arrivo in Germania in occasione di uno dei suoi viaggi; al suo fianco il capo ufficio stampa del Deutsche Arbeitsfront Walter Kiehl

### L'attività al vertice
Nello stesso 1938 visitò Londra, alla ricerca di contatti con i locali sindacati, che nelle sue Memorie avrebbe definito "casta delle Trade Unions", mentre intesseva rapporti anche con la francese Confédération générale du travail; aveva del resto sparso ai quattro angoli del globo suoi "osservatori sociali" che lo aiutavano nelle relazioni con gli altri sindacati.
La funzione sindacale non fu immune dalle azioni di propaganda del regime; il 5 gennaio 1939 Ciano annotò nei suoi diari di aver richiesto a Cianetti di dare alla propaganda antifrancese presso gli operai "un sapore sociale", sottolineando che la Francia era "lo Stato borghese, difensore dei privilegi borghesi".
A seguito degli scioperi del marzo e aprile 1943 a Milano e Torino, denunciò le infiltrazioni comuniste, ma sostenne la richiesta di aumenti salariali per i lavoratori.
Secondo Enrico Landolfi, Cianetti fu a un passo dalla segreteria del PNF in sostituzione di Aldo Vidussoni, nell'aprile del 1943, ma ne sarebbe restato escluso per intervento di Ciano e Farinacci, nonché, dice lo studioso, del Quirinale. A giugno Cianetti propose a Mussolini un decreto legge di gestione speciale delle imprese di particolare importanza bellica, che includeva la designazione di un terzo degli amministratori e di un sindaco da parte della Confederazione dei lavoratori; il provvedimento fu bocciato dalla parte più conservatrice del governo, tra cui il ministro di Grazia e giustizia, e Mussolini, inizialmente favorevole, promise a Cianetti che lo avrebbe firmato in autunno.

### Il processo di Verona
Il 25 luglio 1943, aderendo alla sollecitazione di Ciano inviatagli per il tramite di Zenone Benini, Cianetti votò a favore dell'ordine del giorno Grandi, che costrinse il Duce alle dimissioni e ne causò l'arresto. Secondo alcuni studiosi, Cianetti dovette essere convinto da Grandi che l'ordine del giorno non fosse che un espediente per costringere il re a condividere con Mussolini le responsabilità negative della presagibile catastrofe bellica; insieme a Giacomo Suardo, Cianetti sarebbe stato estremamente indeciso e intenzionato a ritirare l'appoggio verbale già dato alla proposta, ma Bottai riuscì a convincerlo, mentre Suardo si astenne. Il giorno dopo Cianetti scrisse a Mussolini una lettera nella quale si dichiarava pentito del voto espresso.
I gerarchi che si erano espressi a favore della mozione Grandi furono poi arrestati per essere processati da un tribunale della Repubblica Sociale Italiana (RSI); Cianetti fu preso a Zagarolo il 13 ottobre e al momento della cattura si mise a ridere, convinto si trattasse di un errore. La sua lettera di ritrattazione nel frattempo si era persa e, prima che iniziasse il processo di Verona, era stato Mussolini stesso a confermare di averla ricevuta. Difeso dall'avvocato Arnaldo Fortini, suo amico personale e già podestà di Assisi, la lettera gli salvò la vita: riconosciuto colpevole, gli furono riconosciute le attenuanti generiche e fu condannato a trent'anni di carcere, mentre tutti gli altri imputati furono condannati a morte: 5 fucilati (Giovanni Marinelli, Carlo Pareschi, Luciano Gottardi, Emilio De Bono e Galeazzo Ciano) e gli altri 13 condannati in contumacia.
La carcerazione gli impedì di partecipare alla Repubblica Sociale Italiana, in cui avrebbe visto attuato il programma sociale da lui più volte auspicato, ma al termine della quale avrebbe probabilmente trovato la morte. Alla caduta della Repubblica Sociale Italiana, il 25 aprile 1945, fu trovato in carcere e liberato dagli Alleati. Al fine di evitare eventuali processi e condanne, si rifugiò nell'allora Mozambico portoghese, dove riuscì per lungo tempo a far perdere le sue tracce. Morì a Maputo, già Lourenço Marques, nel Mozambico da poco diventato indipendente in seguito alla Rivoluzione dei garofani.

## Rilettura postuma
Analisi recenti tendono a isolare nel fenomeno fascista una componente definita di sinistra, nella quale Cianetti è incluso. Ad esempio, oltre a Moffa che tale lo definisce nella voce dedicatagli nel Dizionario biografico degli italiani (Istituto dell'Enciclopedia Italiana), Giuseppe Parlato lo ha inserito in un lungo elenco di esponenti del fascismo accomunati da un forte e consapevole spirito antiborghese e da una polemica contro il modello capitalistico di produzione. Per Parlato, Cianetti fu "senza dubbio il più intelligente e più famoso interprete di quella linea populista che del fascismo cercava di cogliere l'aspetto sociale".
Fu però filotedesco e la sua posizione nei confronti della politica razziale fu favorevole e diversa da quella degli altri fascisti di sinistra, che se ne erano tenuti discosti.

## Opere
- Memorie dal carcere di Verona, a cura di Renzo De Felice, Rizzoli, Milano, 1983.